# Drusilla bulbata
Drusilla bulbata – gatunek chrząszcza z rodziny kusakowatych i podrodziny Aleocharinae.
Gatunek ten opisany został w 2008 roku przez Volkera Assinga.
Morfologicznie zbliżony do D. heydeni, D. persica i D. gracilis.
Chrząszcz palearktyczny, endemiczny dla Iranu. Początkowo znany był wyłącznie z gór Elburs w okolicy Almade w ostanie Mazandaran, a później wykazany także z kilku stanowisk w szahrestanie Czalus w tym samym ostanie.